# 増田正蔵
増田 正蔵（ますだ しょうぞう、1947年4月15日 - ）は、日本の経営者。京都新聞社社長を務めた。京都府出身。

## 来歴・人物
1970年に中央大学文学部を卒業し、後に京都新聞社に入社した。1983年に取締役に就任し、1991年に常務、1997年に専務を経て、2004年に会長兼社長に就任。2008年6月に会長に専任し、2010年6月に相談役に就任。